# عزلة همدان (المحويت)

تعديل مصدري - تعديل

عزلة همدان هي إحدى عزل مديرية ملحان في محافظة المحويت اليمنية ويبلغ تعداد سكانها 4928 نسمة حسب التعداد السكاني في اليمن لعام 2004.